# Білоусовська сільська рада
Білоу́совська сільська рада (рос. Белоусовский сельский совет) — сільське поселення у складі Сакмарського району Оренбурзької області Росії.
Адміністративний центр — село Білоусовка.

## Населення
Населення — 754 особи (2019; 892 в 2010, 872 у 2002).

## Склад
До складу сільської ради входять:
| Населений пункт  | Населення, осіб (2002) | Населення, осіб (2010) |
| ---------------- | ---------------------- | ---------------------- |
| Андрієвка, село  | 3                      | -                      |
| Білоусовка, село | 869                    | 892                    |